# إباحية مثلية

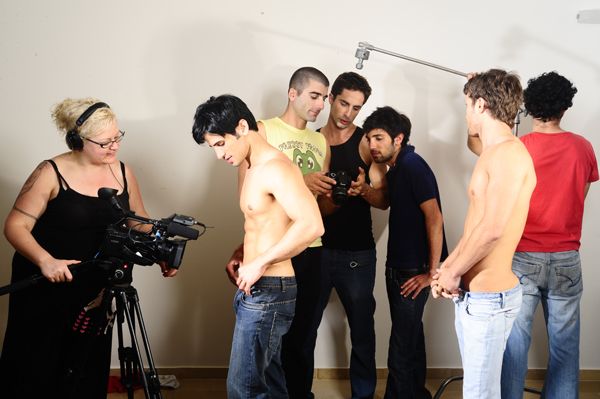
صورة من كواليس تصوير فيلم رجال إسرائيل

المواد الإباحية المثلية (بالإنجليزية: Gay pornography)‏ هي الصور والأفلام التي تُمثل النشاط الجنسي بين الذكور فيما يُسمى بالمثلية الجنسية. وتهدف لتحقيق الإثارة الجنسية للمشاهد. على الرغم من طغيان المواد الإباحية المغايرة إلا أن الأفلام الإباحية المثلية لها تاريخ طويل منذ العصور اليونانية القديمة. وتتركز الأفلام الإباحية المثلية في العصر الحديث على صناعة أشرطة الفيديو والأقراص المدمجة بالإضافة للمحتوى الجنسي على الإنترنت.